# Benilloba (kommunhuvudort)
Benilloba är en kommunhuvudort i Spanien.   Den ligger i provinsen Provincia de Alicante och regionen Valencia, i den östra delen av landet, 300 km sydost om huvudstaden Madrid. Benilloba ligger 541 meter över havet och antalet invånare är 881.
Terrängen runt Benilloba är kuperad. Runt Benilloba är det glesbefolkat, med 8 invånare per kvadratkilometer. Närmaste större samhälle är Alcoy, 7,3 km väster om Benilloba. 